# Opuntia engelmannii
Espèce
Classification APG II (2003)
Statut de conservation UICN

 LC  : Préoccupation mineure
Statut CITES
Opuntia engelmannii est un cactus de la famille des Cactaceae et du genre Opuntia qui est présent dans le sud-ouest américain et le nord du Mexique. Il fait partie des cactus dont les fruits sont consommés par les Amérindiens de la tribu Tohono O'odham.

## Répartition et habitat

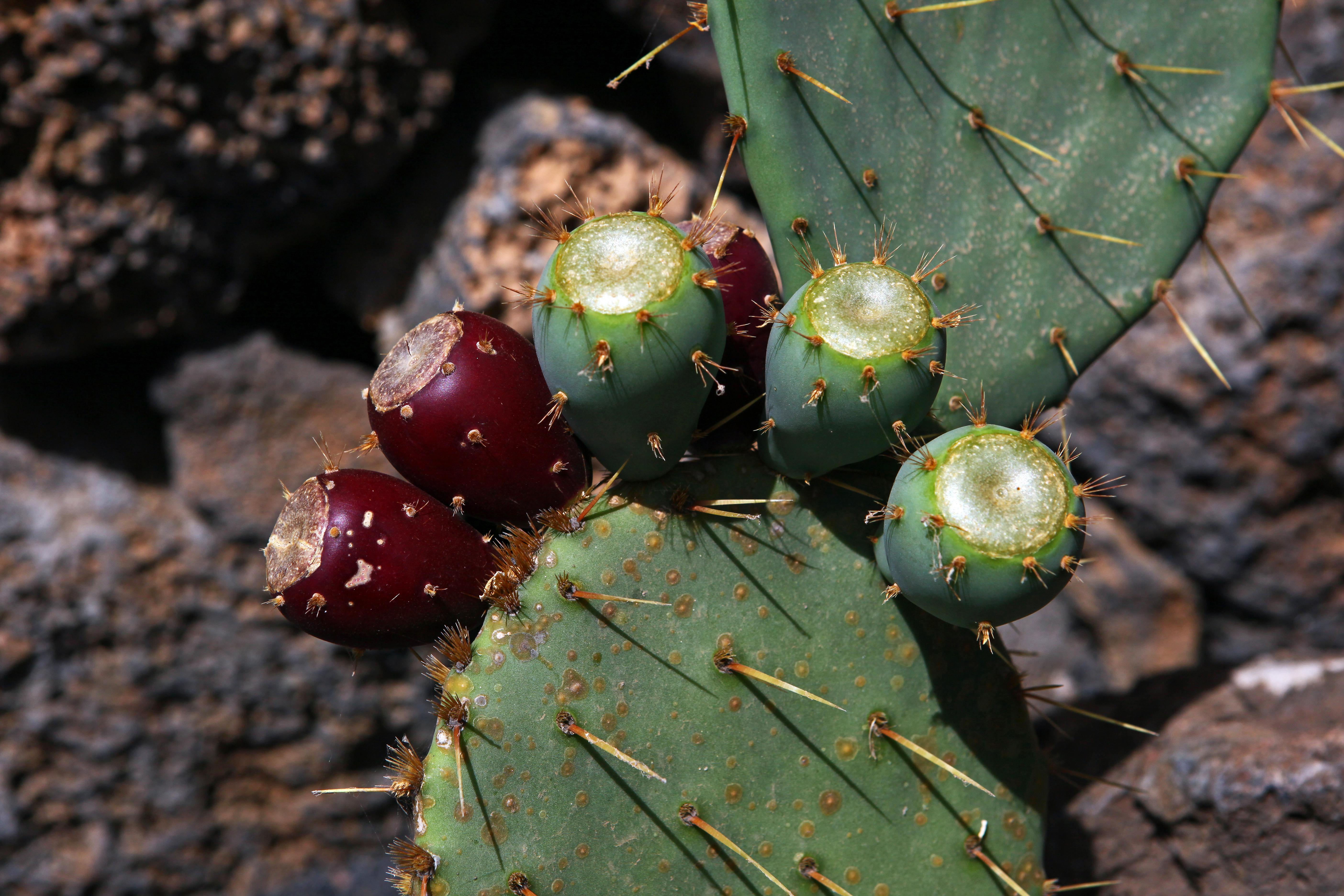
Fruit de opuntia engelmannii

La plante est présente au Mexique et au sud-ouest des États-Unis. On le trouve plus particulièrement dans les états américains de Californie, du Texas, d'Arizona, du Nouveau-Mexique, de l'Utah et du Nevada. Vers l'ouest, il est aussi présent dans le Mississippi, en Louisiane, en Oklahoma et au Missouri.